# Годылёво
Годылёво (бел. Гадылёва) — деревня в составе Следюковского сельсовета Быховского района Могилёвской области Республики Беларусь. Расположена в 16 км на северо-восток от Быхова и в 32 км на юг от Могилёва.

## История
Неподалёку от деревни Следюки, в водосборе реки Ухлясть и её притока реки Вороненка (бассейн Днепра), находится болото Годылёво. В начале 1950-х годов геологи нашли здесь богатейшие залежи торфа. Летом 1951 года здесь начал действовать карьер по выработке кускового торфа. В этом же году здесь начал действовать радиоузел. В 1952 году был основан посёлок. В 1971 году построен торфобрикетный завод (первоначально назывался «Годылёво», потом «Днепровский»). В конце XX века здесь действовали: детский сад, средняя школа, библиотека, клуб, столовая, 3 магазина, больница, аптека, баня. Годылёво застроено одно-, двух- и трёхэтажными каменными жилыми домами.
В деревне расположена братская могила советских воинов, в том числе 3 лётчиков 101-го авиационного полка.

## Название
Посёлок Годылёво назван в честь болота, название которого в свою очередь составлено из двух слов — «гады» (змеи) и «лёва» (вода на древневосточнославянский языке), то есть «змеи в воде» (бел. Гадылёва).

## Галерея

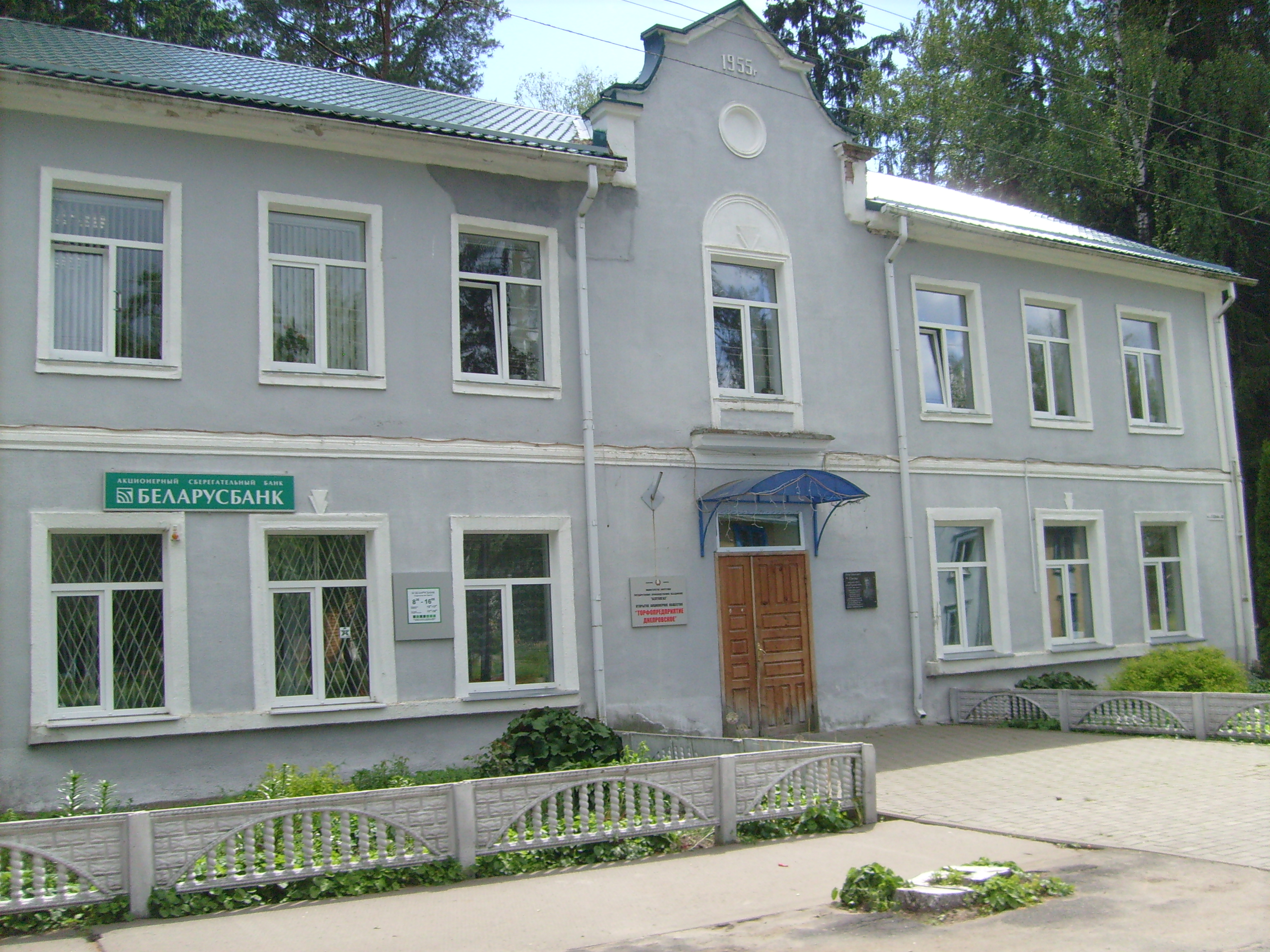
Здание торфопредприятия
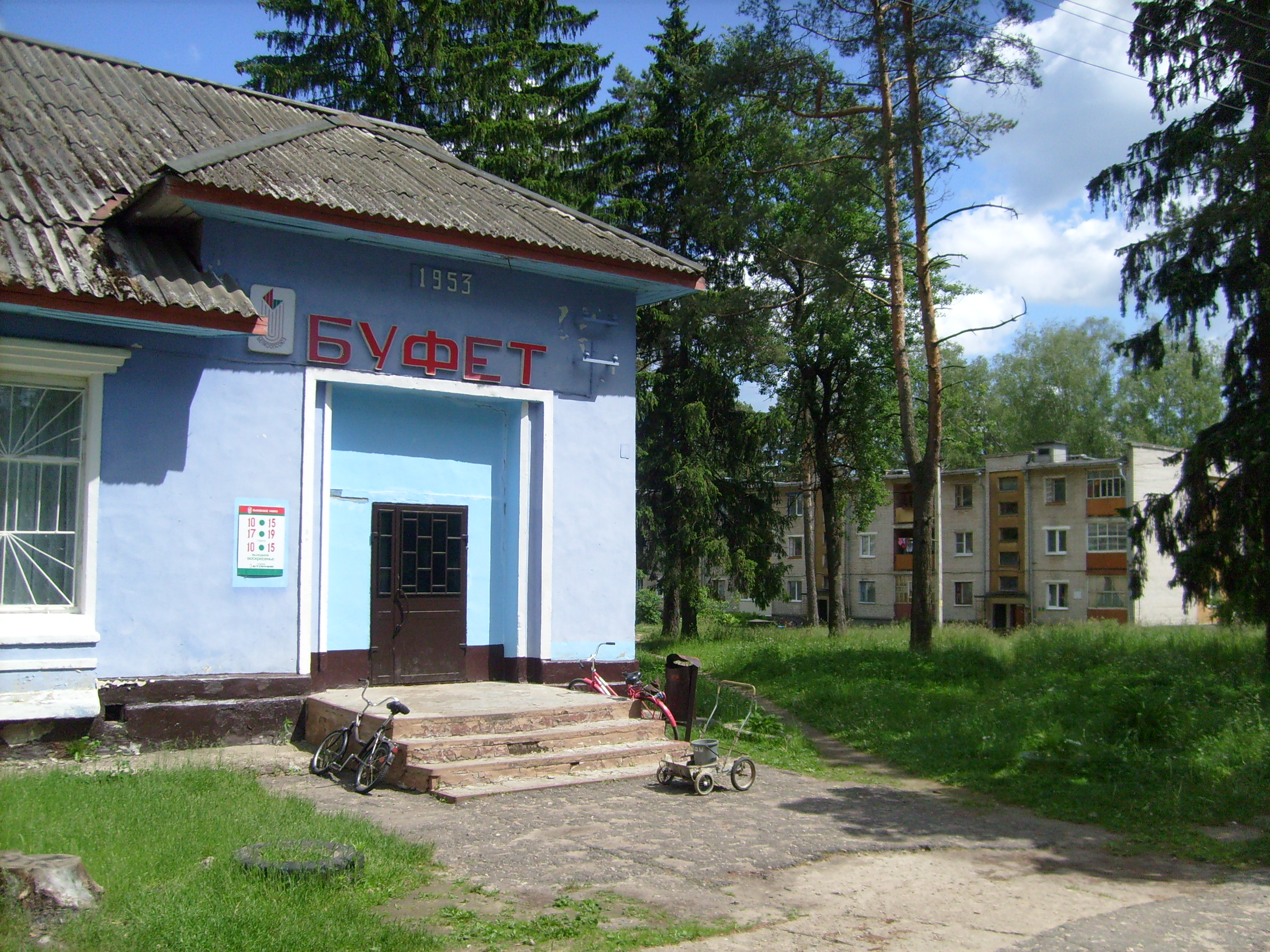
Буфет
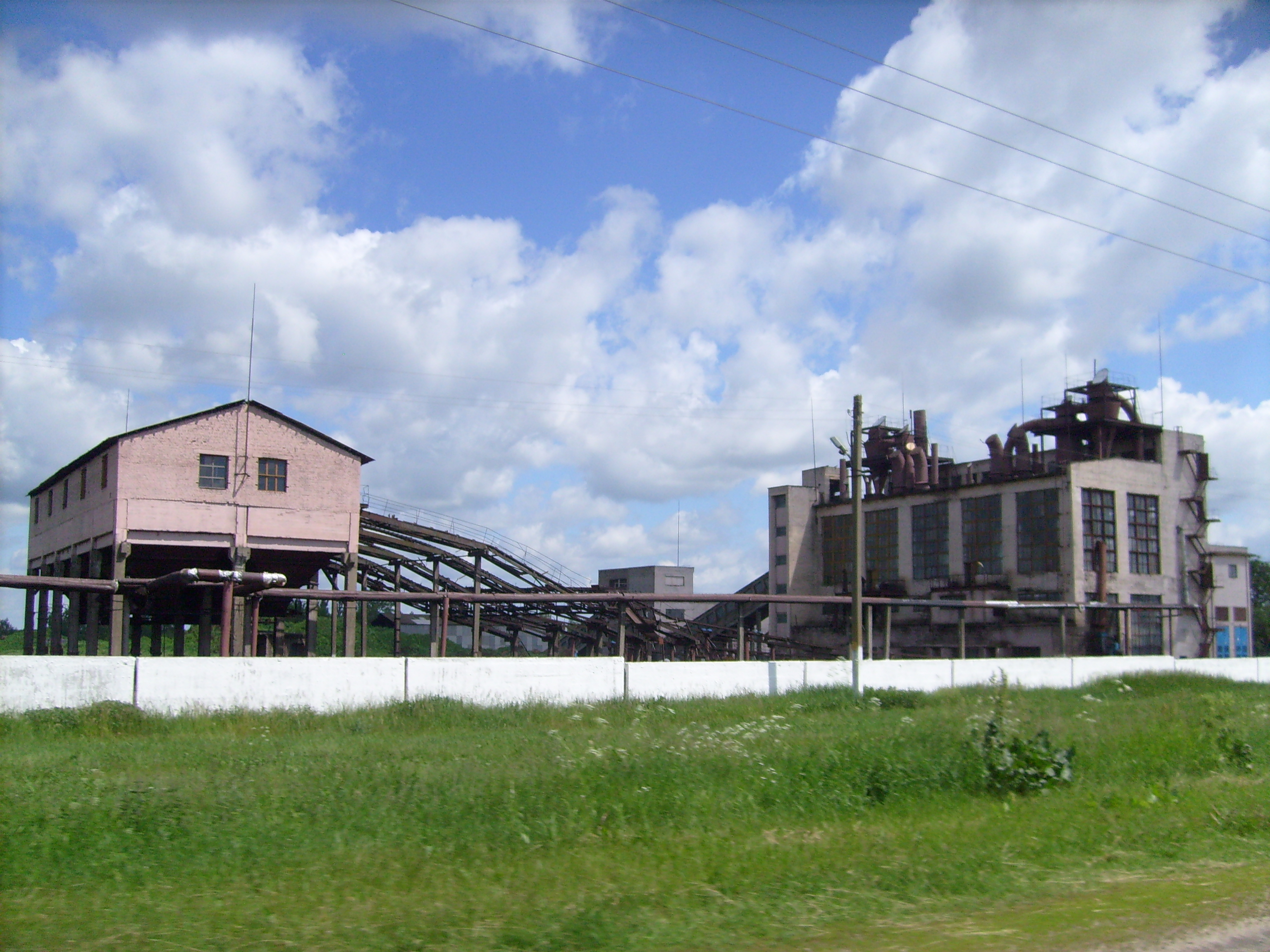
Торфобрикетный завод «Днепровский»
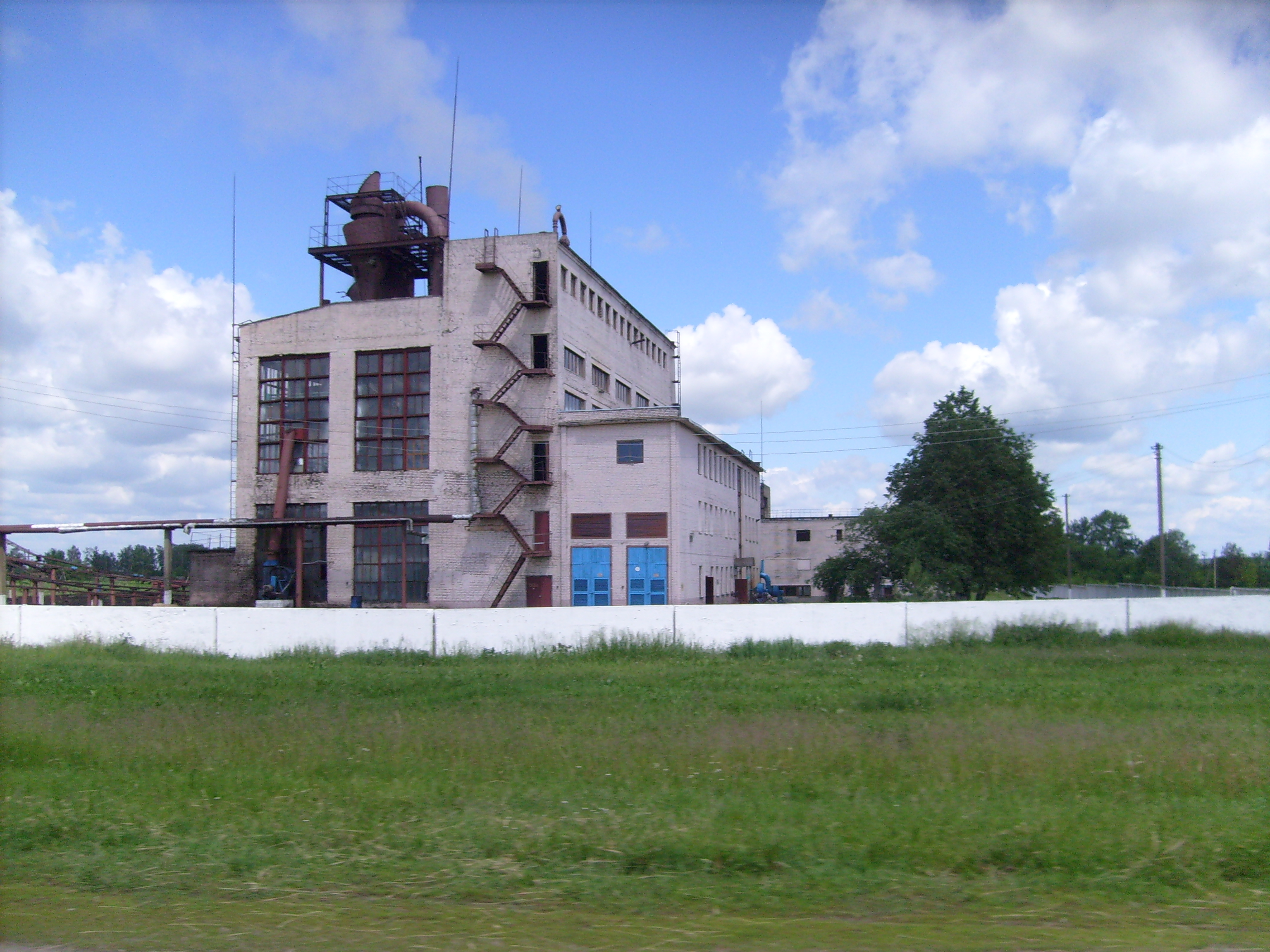
Торфобрикетный завод «Днепровский»